# بيركهولدرية فولية الخطم
بيركهولدرية فولية الخطم (الاسم العلمي: Burkholderia rhynchosiae) هي نوع من البكتيريا، سلبية الغرام، تتبع جنس البيركهولدرية.